# Willy Taminiaux
Willy Taminiaux (Écaussinnes-d'Enghien, 17 december 1939 – La Louvière, 22 december 2018) was een Belgisch minister en burgemeester voor de PS.

## Biografie
Taminiaux werd beroepshalve onderwijzer en was ook inspecteur in het buitengewoon onderwijs en later schooldirecteur.
Hij werd politiek actief voor de PS en zetelde voor deze partij van 1985 tot 1995 als rechtstreeks gekozen senator in de Belgische Senaat. Hierdoor zetelde hij in dezelfde periode automatisch ook in de Waalse Gewestraad en de Raad van de Franse Gemeenschap. In de Waalse Gewestraad was hij van 1985 tot 1987 secretaris van de commissie Ruimtelijke Ordening, Ruraal leven en Waterlopen. Van 1992 tot 1994 was hij ondervoorzitter van de Raad van de Franse Gemeenschap.
In januari 1994 werd Willy Taminiaux minister van Sociale Actie, Huisvesting en Gezondheid in de Waalse Regering en bleef dit tot in 1999. Van april 2000 tot januari 2001 was hij in de Franse Gemeenschapsregering minister van Jeugd, Ambtenarenzaken en Sociaal Promotieonderwijs.
Van 1995 tot 2005 zetelde hij in het Waals Parlement en in het Parlement van de Franse Gemeenschap. Van juli 1999 tot april 2000 was hij voorzitter van het Parlement van de Franse Gemeenschap en van juni tot juli 2004 was hij als ouderdomsdeken voorzitter van het Waals Parlement. Van juli 2004 tot aan zijn ontslag in november 2005 was hij secretaris van het Waals Parlement.
Van 1989 tot 2006 was Taminiaux eveneens gemeenteraadslid van La Louvière, waar hij van 2001 tot 2006 burgemeester was. Nadat de PS na de gemeenteraadsverkiezingen van 2006 in de oppositie van La Louvière belandde, nam hij ontslag als gemeenteraadslid.